# Alexandra Vogt
Alexandra Vogt (* 1970 in Mussenhausen) ist eine deutsche Malerin, Fotografin und Videokünstlerin.
Vogt studierte an der Akademie der Bildenden Künste München, der Glasgow School of Art und an der Kungliga Konsthögskolan Stockholm.

## Ausstellungen (Auswahl)
- 2015 Ganz sicher heuer[1], MEWO Kunsthalle
- 2013 Alexandra Vogt[2], Stadthaus Ulm
- 2012 Twist of fate[3], Defet, Institut für moderne Kunst Nürnberg
- 2012 Effugium 2012[4], zumikon, Institut für moderne Kunst, Nürnberg
- 2012 Alexandra Vogt[5], Gironcoli-Museum, St. Johann bei Herberstein, Österreich
- 2012 Effugium, Raum 58, München
- 2012 Alexandra Vogt[6], Autocenter, Berlin
- 2009 myponyplay[7], Künstlerhaus Marktoberdorf
- 2009 KUB Billboards[8], Kunsthaus Bregenz
- 2004 Galerie Ars Futura[9], Zürich
- 2004 Ride me home, Galerie Cokkie Snoi, Rotterdam, Amsterdam
- 2002 Stay with me[10], Camera Austria, Graz
- 2000 Leave me not[11], Galerie Fotohof, Salzburg
- 2000 Dreams are my reality, Galerie Ars Futura, Zürich
- 1999 Zum Andenken, Ausstellungsraum Balanstraße 21, München
- 1999 900 mal am Tag[12], Infoscreen U-Bahn, München